# Ahmed Duiedar
Ahmed Duiedar (in arabo أحمد دويدار‎?; Giza, 29 ottobre 1987) è un calciatore egiziano, difensore dell'Ismaily e della Nazionale egiziana.

## Carriera

### Club
Ha giocato nel campionato egiziano e kuwaitiano.

### Nazionale
Ha esordito con la maglia della Nazionale nel 2010 e venendo convocato per la Coppa d'Africa 2017.

## Statistiche

### Presenze e reti nei club
Statistiche aggiornate al 30 giugno 2017.
| Stagione        | Squadra         | Campionato      | Campionato | Campionato | Coppe nazionali | Coppe nazionali | Coppe nazionali | Coppe continentali | Coppe continentali | Coppe continentali | Altre coppe | Altre coppe | Altre coppe | Totale | Totale |
| Stagione        | Squadra         | Comp            | Pres       | Reti       | Comp            | Pres            | Reti            | Comp               | Pres               | Reti               | Comp        | Pres        | Reti        | Pres   | Reti   |
| --------------- | --------------- | --------------- | ---------- | ---------- | --------------- | --------------- | --------------- | ------------------ | ------------------ | ------------------ | ----------- | ----------- | ----------- | ------ | ------ |
| 2013-2014       | El-Shorta       | PL              | 20         | 2          | CE              | 3               | 1               | -                  | -                  | -                  | -           | -           | -           | 23     | 3      |
| 2014-2015       | Zamalek         | PL              | 15         | 0          | CE              | 1               | 0               | CCL+CC             | 3+4                | 0                  | SE          | 0           | 0           | 23     | 0      |
| 2015-2016       | Zamalek         | PL              | 18         | 1          | CE              | 3               | 0               | CCL                | 9                  | 0                  | SE          | 1           | 0           | 31     | 1      |
| 2016-gen. 2017  | Zamalek         | PL              | 5          | 0          | CE              | 0               | 0               | CCL                | 0                  | 0                  | SE          | 0           | 0           | 5      | 0      |
| Totale Zamalek  | Totale Zamalek  | Totale Zamalek  | 38         | 1          |                 | 4               | 0               |                    | 16                 | 0                  |             | 1           | 0           | 59     | 1      |
| gen.-giu. 2017  | Smouha          | PL              | 5          | 0          | CE              | 0               | 0               | -                  | -                  | -                  | -           | -           | -           | 5      | 0      |
| 2017-2018       | Ismaily         | PL              | 0          | 0          | CE              | 0               | 0               | -                  | -                  | -                  | -           | -           | -           | 0      | 0      |
| Totale carriera | Totale carriera | Totale carriera | 63         | 3          |                 | 7               | 1               |                    | 16                 | 0                  |             | 1           | 0           | 87     | 4      |

### Cronologia presenze e reti in Nazionale
| Cronologia completa delle presenze e delle reti in nazionale ― Egitto | Cronologia completa delle presenze e delle reti in nazionale ― Egitto | Cronologia completa delle presenze e delle reti in nazionale ― Egitto | Cronologia completa delle presenze e delle reti in nazionale ― Egitto | Cronologia completa delle presenze e delle reti in nazionale ― Egitto | Cronologia completa delle presenze e delle reti in nazionale ― Egitto | Cronologia completa delle presenze e delle reti in nazionale ― Egitto | Cronologia completa delle presenze e delle reti in nazionale ― Egitto |
| Data                                                                  | Città                                                                 | In casa                                                               | Risultato                                                             | Ospiti                                                                | Competizione                                                          | Reti                                                                  | Note                                                                  |
| --------------------------------------------------------------------- | --------------------------------------------------------------------- | --------------------------------------------------------------------- | --------------------------------------------------------------------- | --------------------------------------------------------------------- | --------------------------------------------------------------------- | --------------------------------------------------------------------- | --------------------------------------------------------------------- |
| 17-11-2010                                                            | Il Cairo                                                              | Egitto                                                                | 3 – 0                                                                 | Australia                                                             | Amichevole                                                            | -                                                                     |                                                                       |
| 16-12-2010                                                            | Doha                                                                  | Qatar                                                                 | 2 – 1                                                                 | Egitto                                                                | Amichevole                                                            | -                                                                     | 53’                                                                   |
| 29-2-2012                                                             | Doha                                                                  | Egitto                                                                | 1 – 0                                                                 | Niger                                                                 | Amichevole                                                            | -                                                                     |                                                                       |
| 2-3-2012                                                              | Doha                                                                  | Egitto                                                                | 0 – 0                                                                 | RD del Congo                                                          | Amichevole                                                            | -                                                                     |                                                                       |
| 31-3-2012                                                             | Omdurman                                                              | Egitto                                                                | 4 – 0                                                                 | Ciad                                                                  | Amichevole                                                            | -                                                                     | 46’                                                                   |
| 14-4-2012                                                             | Dubai                                                                 | Egitto                                                                | 3 – 0                                                                 | Mauritania                                                            | Amichevole                                                            | -                                                                     |                                                                       |
| 14-11-2015                                                            | N'Djamena                                                             | Ciad                                                                  | 1 – 0                                                                 | Egitto                                                                | Qual. Mondiali 2018                                                   | -                                                                     | 71’                                                                   |
| 27-1-2016                                                             | Aswan                                                                 | Egitto                                                                | 0 – 1                                                                 | Giordania                                                             | Amichevole                                                            | -                                                                     |                                                                       |
| 6-9-2016                                                              | Johannesburg                                                          | Sudafrica                                                             | 1 – 0                                                                 | Egitto                                                                | Amichevole                                                            | -                                                                     |                                                                       |
| Totale                                                                |                                                                       | Presenze                                                              | 9                                                                     |                                                                       | Reti                                                                  | 0                                                                     |                                                                       |

## Palmarès

### Club

#### Competizioni nazionali
- Campionato egiziano: 1

Zamalek: 2014-15
- Coppa d'Egitto: 2

Zamalek: 2015, 2016